# Helmuth Bode
Pour les articles homonymes, voir Bode.
Helmuth Bode (né le 15 octobre 1907 à Metz et mort le 13 avril 1985 à Bielefeld) est un pilote allemand. Officier de la Luftwaffe, il fut actif durant la Seconde Guerre mondiale et fut l’un des premiers à recevoir la très convoitée croix de chevalier de la croix de fer, en 1941. Dans les années 1950, il reprit du service dans la Bundeswehr, l'armée de la République fédérale d’Allemagne.

## Biographie
Helmuth Bode naît le 15 octobre 1907 à Metz, une ville de garnison animée d'Alsace-Lorraine. Avec sa ceinture fortifiée, Metz est alors la première place forte du Reich allemand, constituant une pépinière d'officiers supérieurs et généraux. Trop jeune pour se battre pendant la Première Guerre mondiale, le jeune Helmuth se tourna naturellement vers le métier des armes, dès qu'il fut en âge de le faire. Sur les traces de Friedrich Marnet et Karl Braun, Helmuth Bode choisit l'armée de l'air en 1932.

### Entre-deux-guerres
Helmuth Bode travaille d’abord comme pilote instructeur à la Deutsche Verkehrsfliegerschule, l’école d’aviation allemande des transports. Cette école est en fait une couverture civile de l'armée allemande, pour masquer le réarmement de l'Allemagne. Bode réussit à intégrer l'armée de l'air en septembre 1932. Promu Oberleutnant, premier lieutenant, en juin 1938, Helmuth Bode est affecté dans la 2e escadrille de la Küstenfliegergruppe 506, une unité de reconnaissance maritime aérienne, dotée de Dornier Do 18 et de Heinkel He 59. En juin 1939, il se porte volontaire pour suivre une formation au combat en piqué, à la Stukaschule de Kitzingen. À l'issue de la formation en août 1939, Bode est nommé Kapitän, commandant, de la 1re Stuka Staffel du Trägergruppe 186 basé à Kiel-Holtenau.

### Seconde Guerre mondiale
Avec son escadrille, le capitaine Helmuth Bode participe en 1940 aux premiers engagements contre la France. À partir de mai 1940, il est affecté dans le IIIe groupe de la Stuka-Geschwaders 77, une escadrille de bombardiers en piqué. Le 9 juillet 1940, Bode est nommé Gruppenkommandeur du groupe III, une fonction qu'il assumera jusqu'au 25 août 1942. Helmuth Bode participe à des missions en France, en Angleterre, dans les Balkans et en Union soviétique. Son groupe remporte des victoires sur des navires en Grèce et dans la mer Noire, notamment autour de Sebastopol. Après 145 heures de vols, en mission de combat, le capitaine Bode, commandant du IIIe groupe du 77e escadron de combat, est fait chevalier de la croix de fer, le 10 octobre 1941. 
Toujours dans la même escadrille, Bode est promu Major, commandant, le 1er février 1942. En septembre 1942, le commandant Bode quitte l’escadrille 77 pour prendre la direction de l' Erprobungskommando 18, une unité de pilotes d'essai. Les essais en vol se font alors autour du projet du porte-avions Graf Zeppelin, à Travemünde. Après cette affection spéciale, il est nommé chef du commando d’instruction sur Junkers Ju 87, pour les missions à destination de la Bulgarie. À partir d'août 1944, Helmuth Bode sert d'officier de liaison avec l'armée de l'air hongroise. À partir de janvier 1945, le commandant Bode est affecté dans le Groupe d'armées E de l'armée allemande.

### Après guerre
Après la guerre, Helmuth Bode intègre la Bundeswehr, la nouvelle armée allemande créée en 1955. Il y reste jusqu’à la retraite avec le grade de Major. Helmuth Bode s'éteignit le 13 avril 1985, à Bielefeld en Rhénanie-du-Nord-Westphalie.

## Décorations
- Croix de chevalier de la croix de fer, le 10 octobre 1941[7]
- Croix de fer, 2e et 1re classes[7].
- Insigne de pilote[7].
- Frontflugspange für Schlachtflieger[7].

## Commandements
- Commandant du IIIe groupe du 77e escadron de bombardiers en piqué (Kommandeur III./Stuka G 77).